# Homo signorum

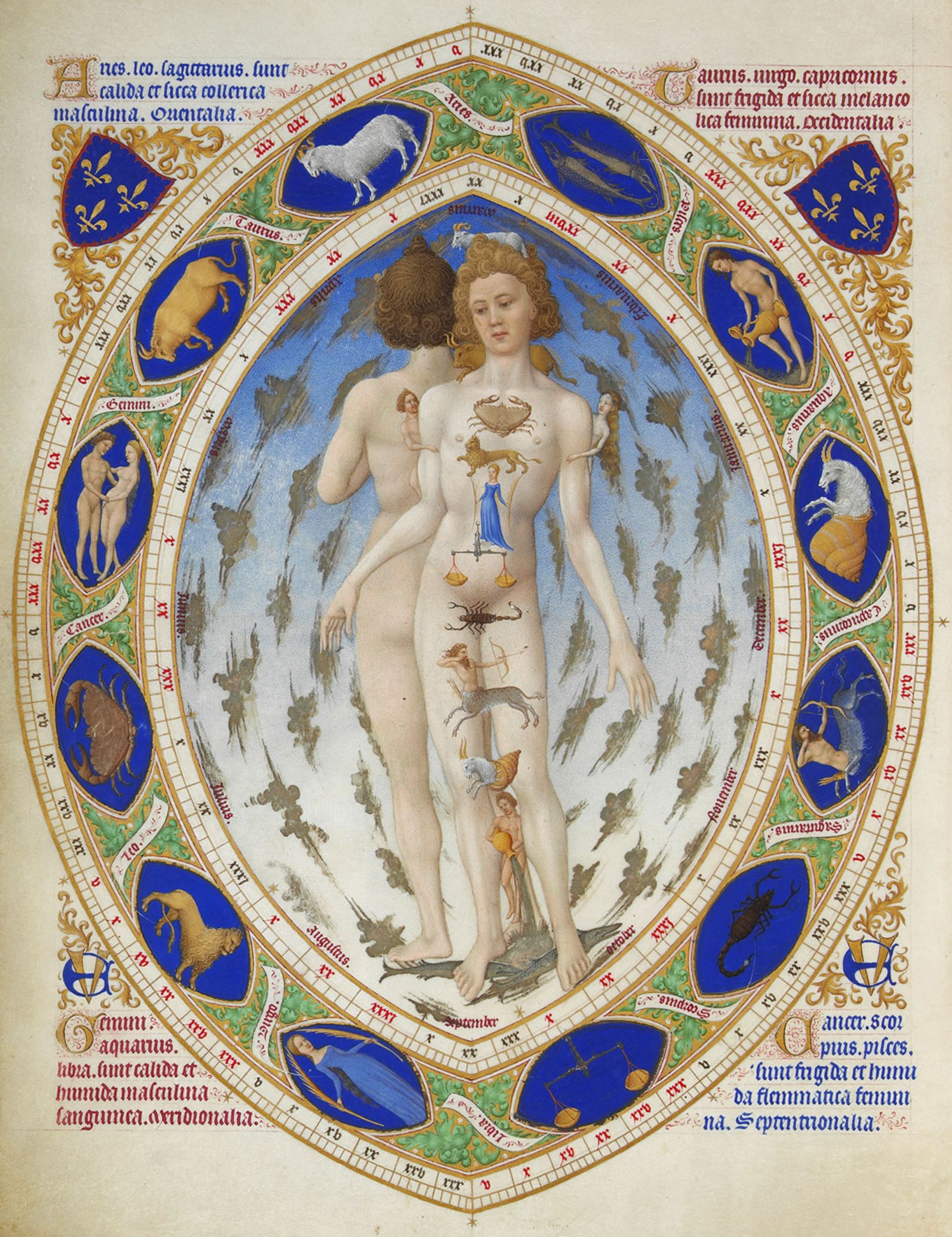
Homo signorum o El hombre anatómico, u Hombre zodiacal (1412-160), ilustración tomada del libro Las muy ricas horas del Duque de Berry, iluminado por los hermanos Limbourg; patrocinado por el duque Juan I de Berry. Palacio museo de Chantilly, Chantilly, Francia. (Ms. 65, fol. 14v).

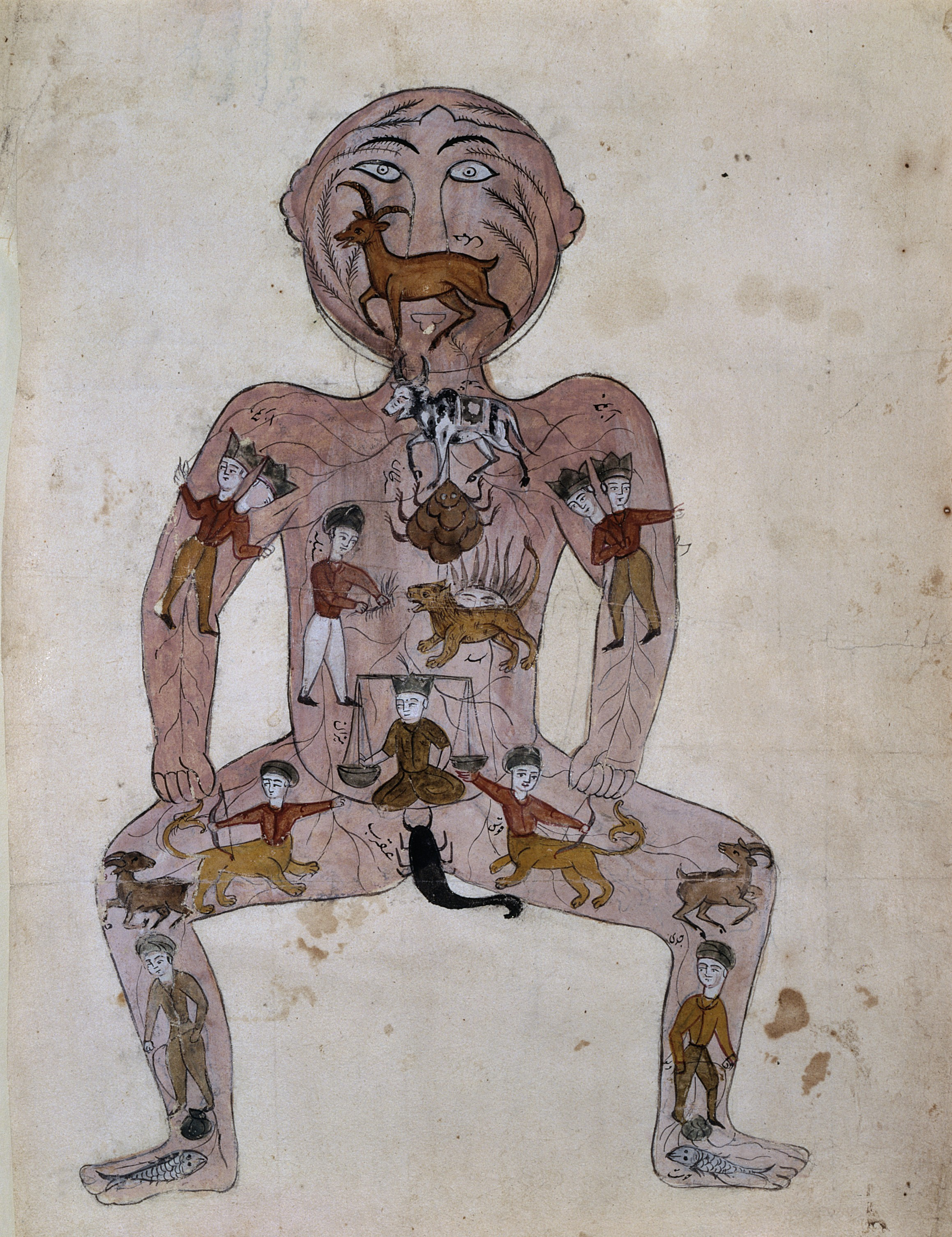
Homo signorum en Persia, ilustración del

Homo signorum (también conocido como El hombre anatómico, u Hombre zodiacal), es una figura que representa una correlación entre los signos del zodiaco con partes del cuerpo humano. Las representaciones del hombre anatómico se encuentran en dibujos y textos de las épocas clásica, medieval y moderna; y aparecen con mayor frecuencia en calendarios, libros de horas y tratados de filosofía, astrología y medicina de la época medieval.
En la época medieval, antes del surgimiento del empirismo científico en el siglo XVII, los médicos solían mirar al cielo en busca de orientación. A partir de la observación empírica, se dieron cuenta de que la luna llena estaba acompañada de mareas altas, por lo que teorizaron que era peligroso no dejar de sangrar o sangrar de una parte del cuerpo cuyo signo zodiacal estaba ocupado por la luna, pues creían que la sangre fluiría sin control, como mareas crecientes.